# Campionati italiani invernali di nuoto 2023
I XXVI Campionati italiani invernali di nuoto (noti anche, per ragioni di sponsorizzazione, Assoluti Open Frecciarossa) si sono svolti a Riccione dal 28 al 30 novembre 2023. È stata utilizzata la vasca da 50 metri, e sono stati validi per la qualificazione ai mondiali di Doha ed alle Olimpiadi di Parigi.
Le gare si disputano in due turni (batterie e finali) ad eccezione di 800 e 1500 metri stile libero, che si disputano in serie.

## Podi

### Uomini
| Evento       | Oro                  | Tempo    | Argento               | Tempo    | Bronzo             | Tempo    |
| Stile libero |                      |          |                       |          |                    |          |
| 50 m         | Leonardo Deplano     | 22"00    | Lorenzo Zazzeri       | 22"02    | Luca Dotto         | 22"34    |
| 100 m        | Alessandro Miressi   | 47"61    | Manuel Frigo          | 48"63    | Paolo Conte Bonin  | 49"00    |
| 200 m        | Matteo Ciampi        | 1'47"74  | Alessandro Ragaini    | 1'47"99  | Marco De Tullio    | 1'48"10  |
| 400 m        | Marco De Tullio      | 3'47"36  | Davide Marchello      | 3'47"87  | Matteo Ciampi      | 3'48"16  |
| 800 m        | Luca De Tullio       | 7'48"33  | Ivan Giovannoni       | 7'56"75  | Davide Marchello   | 7'58"50  |
| 1500 m       | Gregorio Paltrinieri | 14'41"38 | Luca De Tullio        | 14'57"99 | Matteo Diodato     | 15'07"41 |
| Dorso        |                      |          |                       |          |                    |          |
| 50 m         | Michele Lamberti     | 24"83    | Simone Stefanì        | 25"18    | Lorenzo Mora       | 25"24    |
| 100 m        | Thomas Ceccon        | 52"82    | Michele Lamberti      | 53"76    | Lorenzo Mora       | 54"21    |
| 200 m        | Lorenzo Mora         | 1'57"23  | Matteo Restivo        | 1'58"20  | Christian Bacico   | 1'59"95  |
| Rana         |                      |          |                       |          |                    |          |
| 50 m         | Nicolò Martinenghi   | 26"71    | Simone Cerasuolo      | 26"83    | Ludovico Viberti   | 26"91    |
| 100 m        | Ludovico Viberti     | 59"38    | Federico Poggio       | 59"63    | Nicolò Martinenghi | 59"78    |
| 200 m        | Luca Pizzini         | 2'11"63  | Edoardo Giorgetti     | 2'12"29  | Alessandro Fusco   | 2'12"61  |
| Farfalla     |                      |          |                       |          |                    |          |
| 50 m         | Thomas Ceccon        | 23"11    | Lorenzo Gargani       | 23"49    | Michele Lamberti   | 23"61    |
| 100 m        | Gianmarco Sansone    | 52"27    | Federico Burdisso     | 52"36    | Alberto Razzetti   | 52"49    |
| 200 m        | Federico Burdisso    | 1'55"11  | Giacomo Carini        | 1'57"41  | Andrea Camozzi     | 1'57"60  |
| Misti        |                      |          |                       |          |                    |          |
| 200 m        | Alberto Razzetti     | 1'56"21  | Christian Mantegazza  | 2'00"23  | Alessandro Tredici | 2'00"98  |
| 400 m        | Alberto Razzetti     | 4'09"29  | Pier Andrea Matteazzi | 4'17"32  | Samuele Martelli   | 4'18"90  |

### Donne
| Evento       | Oro                   | Tempo    | Argento                 | Tempo    | Bronzo                  | Tempo    |
| Stile libero |                       |          |                         |          |                         |          |
| 50 m         | Chiara Tarantino      | 25"08    | Sara Curtis             | 25"34    | Costanza Cocconcelli    | 25"39    |
| 100 m        | Chiara Tarantino      | 54"59    | Sofia Morini            | 25"34    | Emma Virginia Menicucci | 54"96    |
| 200 m        | Giulia D'Innocenzo    | 1'58"42  | Sofia Morini            | 1'58"80  | Giulia Ramatelli        | 1'59"60  |
| 400 m        | Simona Quadarella     | 4'07"23  | Antonietta Cesarano     | 4'09"59  | Noemi Cesarano          | 4'11"66  |
| 800 m        | Simona Quadarella     | 8'25"87  | Giulia Ramatelli        | 8'39"18  | Emma Vittoria Giannelli | 8'39"27  |
| 1500 m       | Simona Quadarella     | 16'08"01 | Emma Vittoria Giannelli | 16'31"01 | Giulia Salin            | 16'36"99 |
| Dorso        |                       |          |                         |          |                         |          |
| 50 m         | Costanza Cocconcelli  | 28"32    | Federica Toma           | 28"44    | Silvia Scalia           | 28"54    |
| 100 m        | Francesca Pasquino    | 1'00"86  | Federica Toma           | 1'00"93  | Anita Gastaldi          | 1'01"31  |
| 200 m        | Erika Gaetani         | 2'12"91  | Alessia Bianchi         | 2'13"23  | Aurora Velati           | 2'13"53  |
| Rana         |                       |          |                         |          |                         |          |
| 50 m         | Benedetta Pilato      | 29"65    | Anita Bottazzo          | 30"88    | Arianna Castiglioni     | 30"97    |
| 100 m        | Benedetta Pilato      | 1'05"80  | Arianna Castiglioni     | 1'06"76  | Martina Carraro         | 1'06"78  |
| 200 m        | Francesca Fangio      | 2'24"19  | Francesca Zucca         | 2'27"65  | Lisa Angiolini          | 2'27"78  |
| Farfalla     |                       |          |                         |          |                         |          |
| 50 m         | Viola Scotto di Carlo | 26"27    | Sonia Laquintana        | 26"61    | Elena Di Liddo          | 26"73    |
| 100 m        | Sonia Laquintana      | 58"85    | Viola Scotto di Carlo   | 58"94    | Giulia D'Innocenzo      | 59"59    |
| 200 m        | Alessia Polieri       | 2'09"69  | Antonella Crispino      | 2'10"36  | Helena Musetti          | 2'11"71  |
| Misti        |                       |          |                         |          |                         |          |
| 200 m        | Anita Gastaldi        | 2'12"60  | Anna Pirovano           | 2'13"83  | Chiara Della Corte      | 2'14"97  |
| 400 m        | Claudia Di Passio     | 4'43"98  | Francesca Fresia        | 4'44"03  | Anna Pirovano           | 4'44"04  |